# 通用電氣GEnx
通用电气GEnx发动机（英語：General Electric Next-generation），是一种先进的双转軸、高涵道比的涡轮风扇发动机。其主要使用在波音747-8及波音787上。通用电气希望用它取代通用电气CF6的生产线。

## 设计和研发

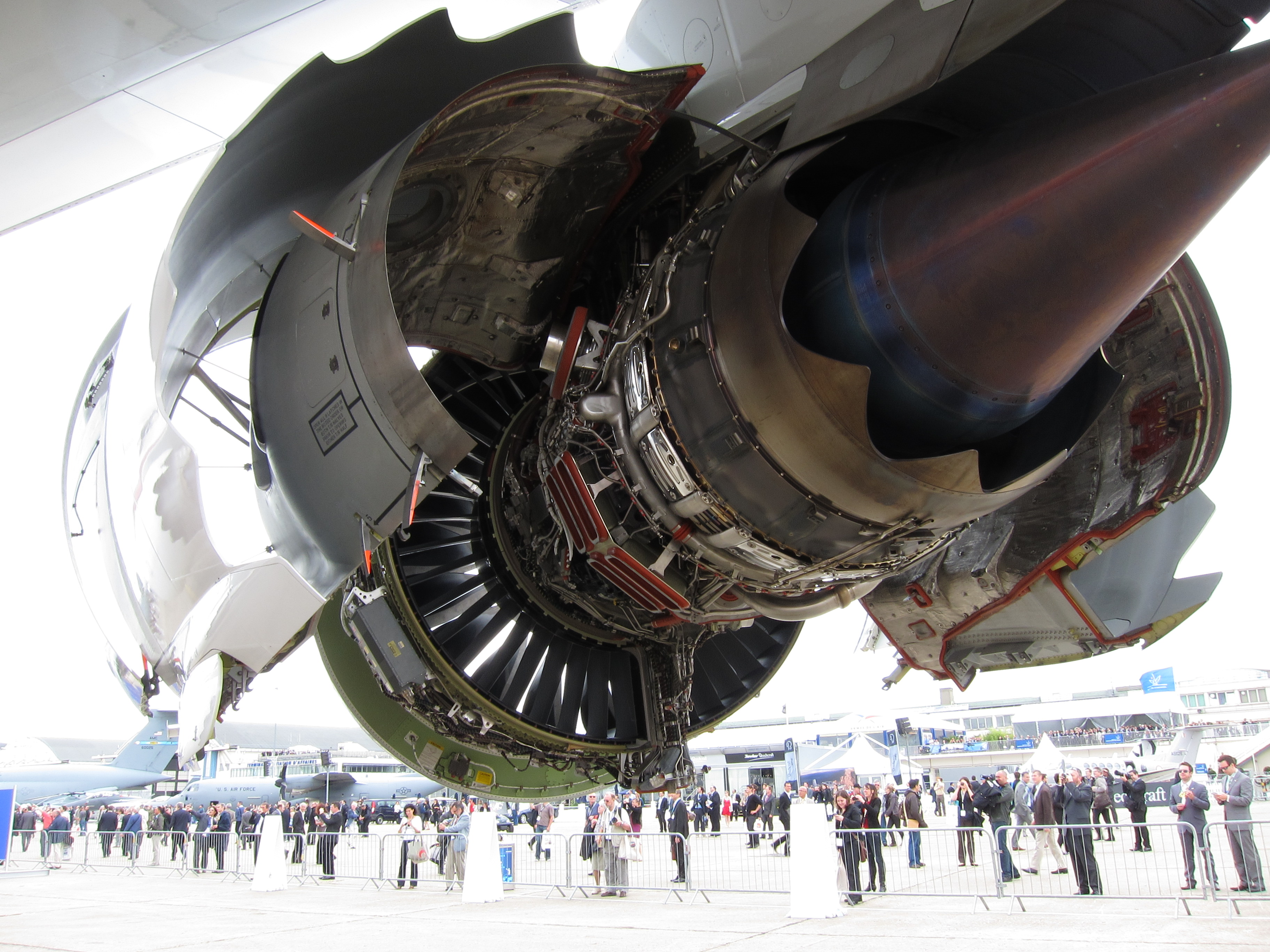
运用在波音747-8I上的GEnx发动机

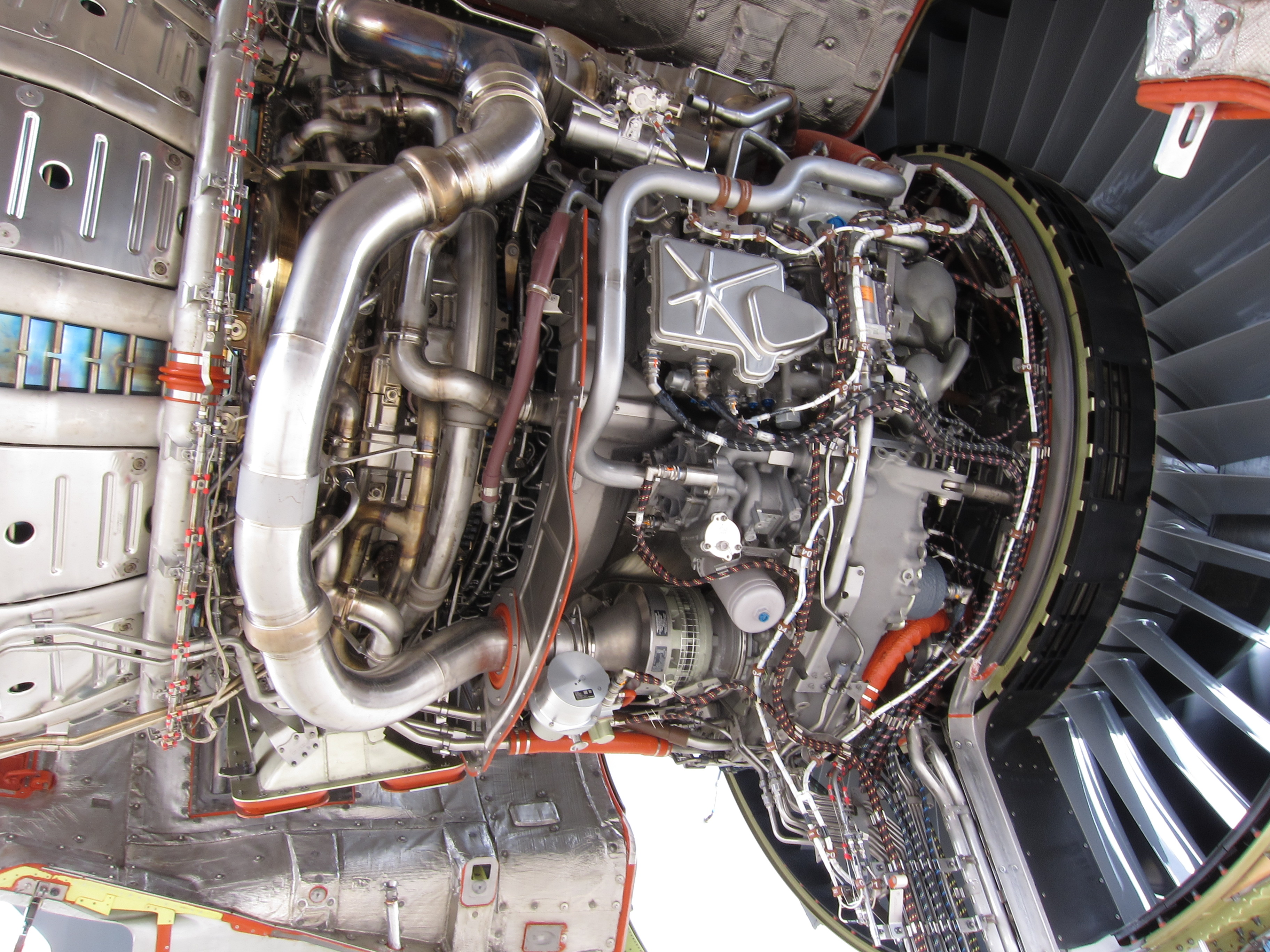
运用在GEnx发动机内部

GEnx发动机能够产生大约53,000至75,000磅的推力(240至330千牛頓)，于2006年首次测试并在2008年投入使用。 波音希望它能够减少至少20%的燃油消耗，并且运转起来更加安静。其中GEnx-2B67拥有约66,500磅的推力，被运用于747-8上，而另一种版本（亦即GEnx-1B）則被较小的787所使用。此外，於中、俄合製CR929的競標方案，以及正在研究的A350neo方案，則採用GEnx-1B的改良版本。

## 创新设计
为了减轻重量，通用公司在GEnx发动机上使用了以下几个创新：
- 787使用的型号风扇直径为2.8米(110吋)；747-8使用的型号风扇直径为2.7米(106吋)；
- 使用钛合金扇片前缘；
- 外壳采用复合材料。

燃油效率：
- 涵道比为9.6:1，有效降低运转噪音；
- 使用了来自GE90-94B的压气机，十级高压压气机压缩比为23:1；
- 采用了双向转动的涡轮；
- 采用TAPS燃烧室，有效减少有害气体排放。

## 应用机型
- 波音747-8（使用GEnx-2B型）
  - 波音VC-25B
- 波音787（使用GEnx-1B型）
- C929（競標中）